# Día

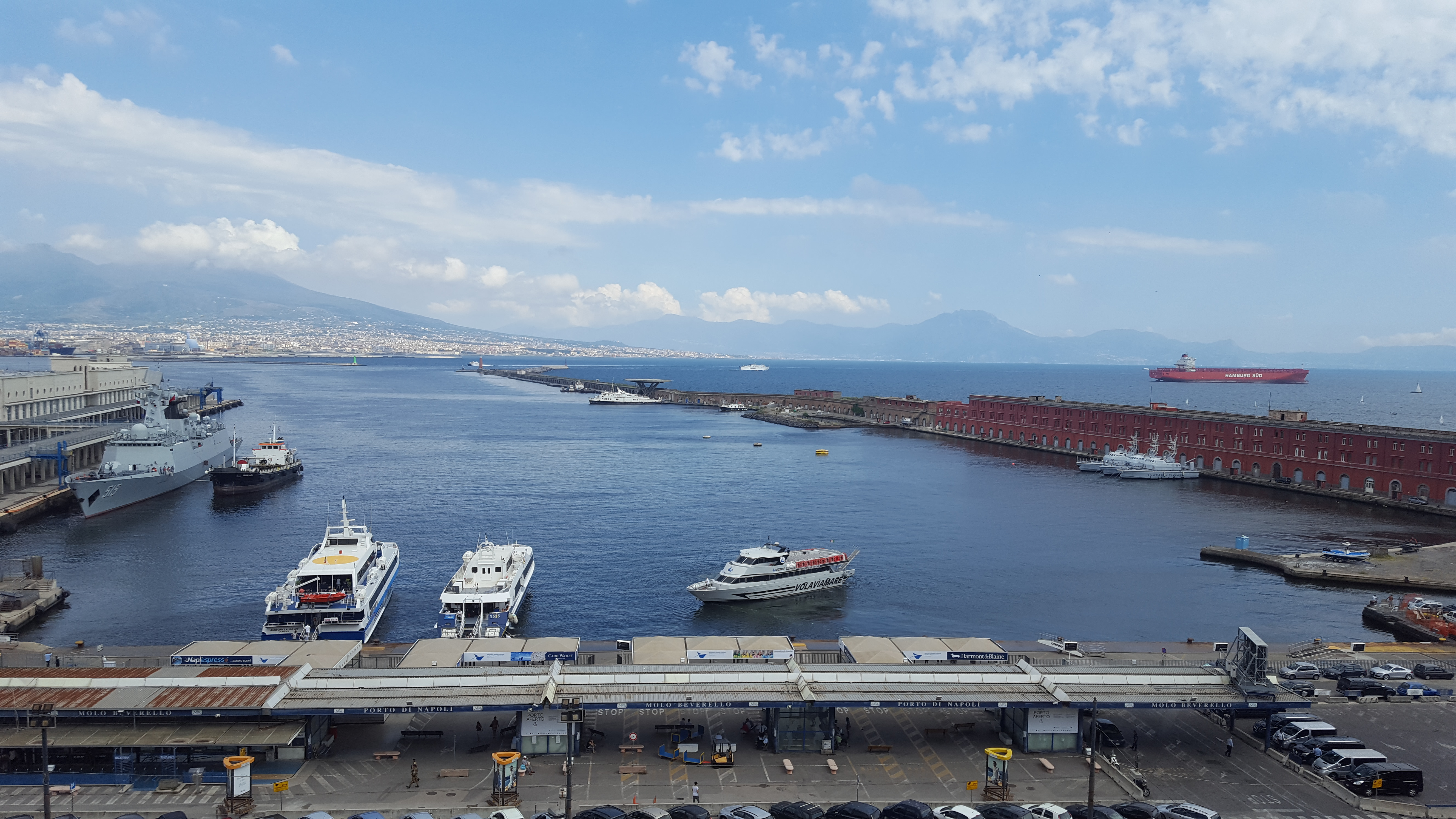
Imagen diurna de la bahía de Nápoles, Italia

Un día es aproximadamente el periodo durante el cual la Tierra completa una rotación alrededor de su eje, lo que lleva unas 23 horas, 55 minutos con 56 segundos y si lo redondeamos daría 24 horas.Un día solar es el tiempo que transcurre entre que el Sol alcanza su punto más alto en el cielo dos veces consecutivas. Los días en otros planetas se definen de forma similar y varían en longitud debido a los diferentes periodos de rotación, siendo el de Marte ligeramente más largo y a veces llamado sol.
 
La unidad de medida "día" (símbolo d) se define como 86400 segundos SI. El segundo se designa como la unidad base del SI de tiempo. Anteriormente, se definía en función del movimiento orbital de la Tierra en el año 1900, pero desde 1967 el segundo y, por tanto, el día se definen por transición electrónica atómica. Un día civil suele tener 24 horas, más o menos un posible segundo bisiesto en Tiempo universal coordinado (UTC), y ocasionalmente más o menos una hora en aquellos lugares que cambian de o a horario de verano. El día puede definirse como cada uno de los períodos de veinticuatro horas, contadas de una medianoche a la siguiente, en que se divide una semana, un mes o un año, y que corresponden a una rotación de la tierra sobre su eje. Sin embargo, su uso depende de su contexto; por ejemplo, cuando la gente dice "día y noche", "día" tendrá un significado diferente: el intervalo de luz entre dos noches sucesivas, el tiempo entre la salida y la puesta del sol; el tiempo de luz entre una noche y la siguiente. Para aclarar el significado de "día" en ese sentido, puede utilizarse la palabra "día" en su lugar, aunque el contexto y la redacción suelen dejar claro el significado. La palabra día también puede referirse a un día de la semana o a una fecha del calendario, como en la respuesta a la pregunta "¿En qué día?".
Los patrones de vida biológicamente determinados (ritmos circadianos) de los seres humanos y de muchas otras especies están relacionados con el día solar de la Tierra y el ciclo día-noche.

## Introducción

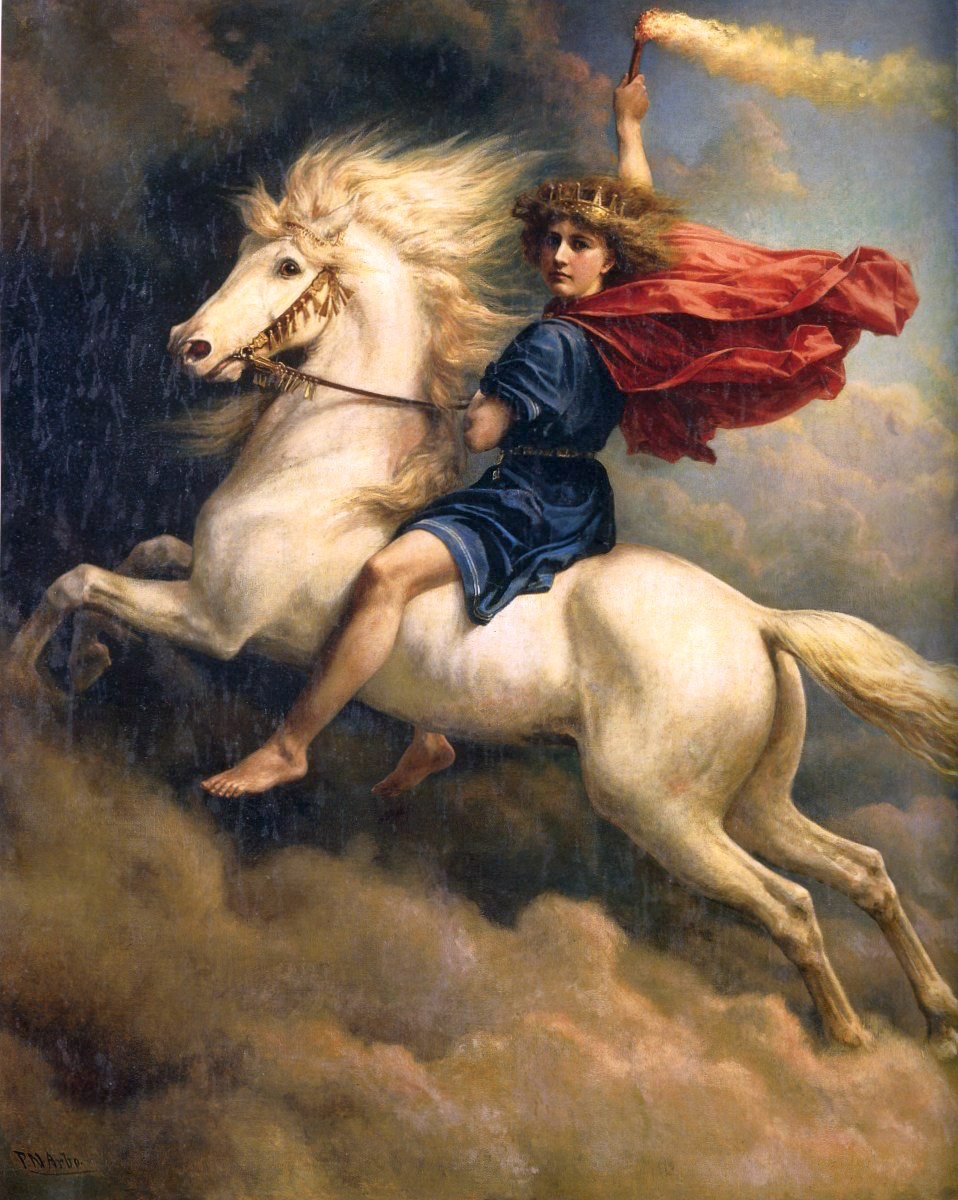
Dagr, el dios nórdico del día, monta su caballo en esta pintura del de Peter Nicolai Arbo.

### Día solar aparente y medio
Se utilizan varias definiciones de este concepto humano universal según el contexto, la necesidad y la conveniencia. Además del día de 24 horas (86 400 segundos), la palabra día se utiliza para varios lapsos de tiempo diferentes basados en la rotación de la Tierra alrededor de su eje. Uno importante es el día solar, definido como el tiempo que tarda el Sol en volver a su punto de culminación (su punto más alto en el cielo). Como las órbitas celestes no son perfectamente circulares y, por tanto, los objetos viajan a diferentes velocidades en distintas posiciones de su órbita, un día solar no tiene la misma duración a lo largo del año orbital. Dado que la Tierra se desplaza a lo largo de una órbita excéntrica alrededor del Sol mientras la Tierra gira sobre un eje inclinado, este periodo puede ser hasta 7,9 segundos más (o menos) que 24 horas. En las últimas décadas, la duración media de un día solar en la Tierra ha sido de unos 86 400,002 segundos
 (24,0000006 horas) y actualmente hay unos 365,242199 días solares en un año tropical medio.
Según la costumbre antigua, un nuevo día comienza con la salida o la puesta del Sol en el horizonte local (el cálculo italiano, por ejemplo, es de 24 horas a partir de la puesta del Sol, al estilo antiguo). El momento exacto y el intervalo entre dos amaneceres o atardeceres depende de la posición geográfica (longitud y latitud) y de la época del año (como indican los antiguos relojes de sol hemisféricos).
Un día más constante puede definirse por el paso del Sol por el meridiano local, que ocurre al mediodía local (culminación superior) o medianoche (culminación inferior). El momento exacto depende de la longitud geográfica y, en menor medida, de la época del año. La duración de dicho día es casi constante (24 horas ± 30 segundos). Esta es la hora que indican los relojes de sol modernos.
Una mejora adicional define un Sol medio ficticio que se mueve con velocidad constante a lo largo del ecuador celeste; la velocidad es la misma que la velocidad media del Sol real, pero esto elimina la variación a lo largo de un año cuando la Tierra se mueve a lo largo de su órbita alrededor del Sol (debido tanto a su velocidad como a su inclinación axial).

### Día estelar
Un día, entendido como el lapso de tiempo que tarda la Tierra en realizar una rotación completa con respecto al fondo celeste o a una estrella lejana (que se supone fija), se denomina día estelar. Este periodo de rotación es de unos 4 minutos menos que 24 horas (23 horas 56 minutos y 4.0989 segundos) y hay unos 365,2422 días estelares en un año tropical medio (un día estelar más que el número de días solares*). Otros planetas y lunas tienen días estelares y solares de diferente duración que los de la Tierra. * Sería 0.000001 día más que en el año  de días solares de 365.242199. 
Además de un día estelar en la Tierra, otros cuerpos del Sistema Solar tienen tiempos de día, siendo las duraciones de éstos:
- nombre: duración del día en horas

- Plutón:  153.3
- Neptuno:16.1
- Urano: 17.2
- Saturno: 10.7
- Júpiter: 9.9
- Ceres:[15]  9[16] - 9.1 hours[17]
- Marte: 24.7
- Luna de la Tierra:708.7
- Venus:  2802.0
- Mercurio:  4222.6

### Día-noche
Un día, en el sentido de tiempo diurno que se distingue de la noche, se define comúnmente como el período durante el cual la luz solar llega directamente al suelo, suponiendo que no haya obstáculos locales. La duración del tiempo diurno es, en promedio, algo más de la mitad del día de 24 horas. Hay dos efectos que hacen que el día sea, por término medio, más largo que las noches. El Sol no es un punto, sino que tiene un tamaño aparente de unos 32 minutos de arco. Además, la atmósfera refracta la luz solar de tal manera que parte de ella llega al suelo incluso cuando el Sol está por debajo del horizonte unos 34 minutos de arco. Así, la primera luz llega al suelo cuando el centro del Sol está todavía por debajo del horizonte unos 50 minutos de arco. Así pues, el día dura de media unos 7 minutos más que las 12 horas.

## Etimología
El término en español proviene del latín dies, y éste del protoindoeuropeo *dyḗm, acusativo de *dyḗws (cielo, día).

## Sistema Internacional de Unidades (SI)
Un día, símbolo d, definido como 86400 segundos, no es una unidad del SI, pero se acepta su uso con el SI. El segundo es la unidad base de tiempo en las unidades del SI.
En 1967-68, durante la 13.ª CGPM (Resolución 1), la Oficina Internacional de Pesas y Medidas (BIPM) redefinió un segundo como
... la duración de 9 192 631 770 períodos de la radiación correspondiente a la transición entre los dos niveles hiperfinos del estado básico del isótopo 133 del átomo de cesio.
Esto hace que el día basado en el SI dure exactamente 794,243,384,928,000 de esos períodos.
Hay 365,25 días en un año juliano.

## Cambio longitudinal
| Fecha                  | Periodo geológico | Número de días al año | Duración del día      |
| Presente               | Actual            | 365                   | 24 horas              |
| - 100 millones de años | Cretácico         | 380                   | 23 horas y 20 minutos |
| - 200 millones de años | Triásico          | 390                   | 22 horas y 40 minutos |
| - 300 millones de años | Carbonífero       | 400                   | 22 horas              |
| - 400 millones de años | Devónico          | 410                   | 21 horas y 20 minutos |
| - 500 millones de años | Cámbrico          | 425                   | 20 horas y 40 minutos |

## Día solar medio
Es el usado para todos los asuntos cotidianos. Se define como el lapso que emplea el Sol en culminar dos veces consecutivas en el meridiano del observador. Los días tienen una duración variable, en función de la época del año en que nos encontremos. Esta variabilidad está motivada por la excentricidad de la órbita terrestre y por la oblicuidad de la eclíptica. A efectos prácticos se maneja el concepto de día solar medio, que tiene una duración de 24 horas o, lo que es lo mismo, 86.400 segundos.
Con la misma referencia, el Sol, se tiene el año tropical o año trópico, lapso que demora la Tierra en su movimiento anual. En un año trópico la Tierra da 365,242189 vueltas en torno a su eje respecto al Sol y, por tanto, un año trópico dura 365,242189 días solares medios.

## Día sidéreo
También llamado día sideral, es el lapso entre dos tránsitos sucesivos del equinoccio medio o, de manera equivalente, es el lapso entre dos culminaciones sucesivas de una estrella en el meridiano local. Para un observador determinado el día sidéreo comienza cuando el punto Aries atraviesa su meridiano.
En un año trópico la Tierra da 365,242189 vueltas en torno a su eje respecto al Sol, pero respecto a las estrellas da una vuelta más: 366,242189. Se puede obtener una aproximación suficientemente buena del valor del día sideral:
- 1 año trópico = 365,242189 días = 8.765,8125 horas
- 1 día sidéreo = (8.765,8125 h/366,242189) = 23,9345 horas

El día sidéreo resulta ser menos de 24 horas: 23 h 56 min 4 s, aproximadamente.
En astronomía observacional se utiliza el tiempo sidéreo. Supongamos que hoy alineamos una estrella y anotamos la hora. Mañana la estrella alcanzará la misma alineación unos 3 min 55,9 s antes.
Por otra parte, hay que distinguir entre el periodo de rotación de la Tierra respecto a las estrellas y el día sidéreo propiamente dicho. Al ser el equinoccio medio un punto móvil debido a la precesión, el día sidéreo es 0,0084 segundos más corto que el periodo rotacional respecto a las estrellas.
Resumiendo:
- Periodo rotacional respecto a las estrellas: 23 h 56 min 4,0989 s
- Día sidéreo (medio): 23 h 56 min 4,0916 s

### Duración de los días en los diferentes planetas
Se indica en días terrestres la duración del día sidéreo de los diferentes planetas (y no la duración del día solar). Los valores indicados están redondeados a dos cifras decimales.
| Planeta  | Duración del día |
| -------- | ---------------- |
| Mercurio | 58,65            |
| Venus    | 243,02           |
| Tierra   | 0,99             |
| Marte    | 1,026            |
| Júpiter  | 0,41             |
| Saturno  | 0,44-0,45        |
| Urano    | 0,72             |
| Neptuno  | 0,67             |

## Día como concepto contrapuesto a noche

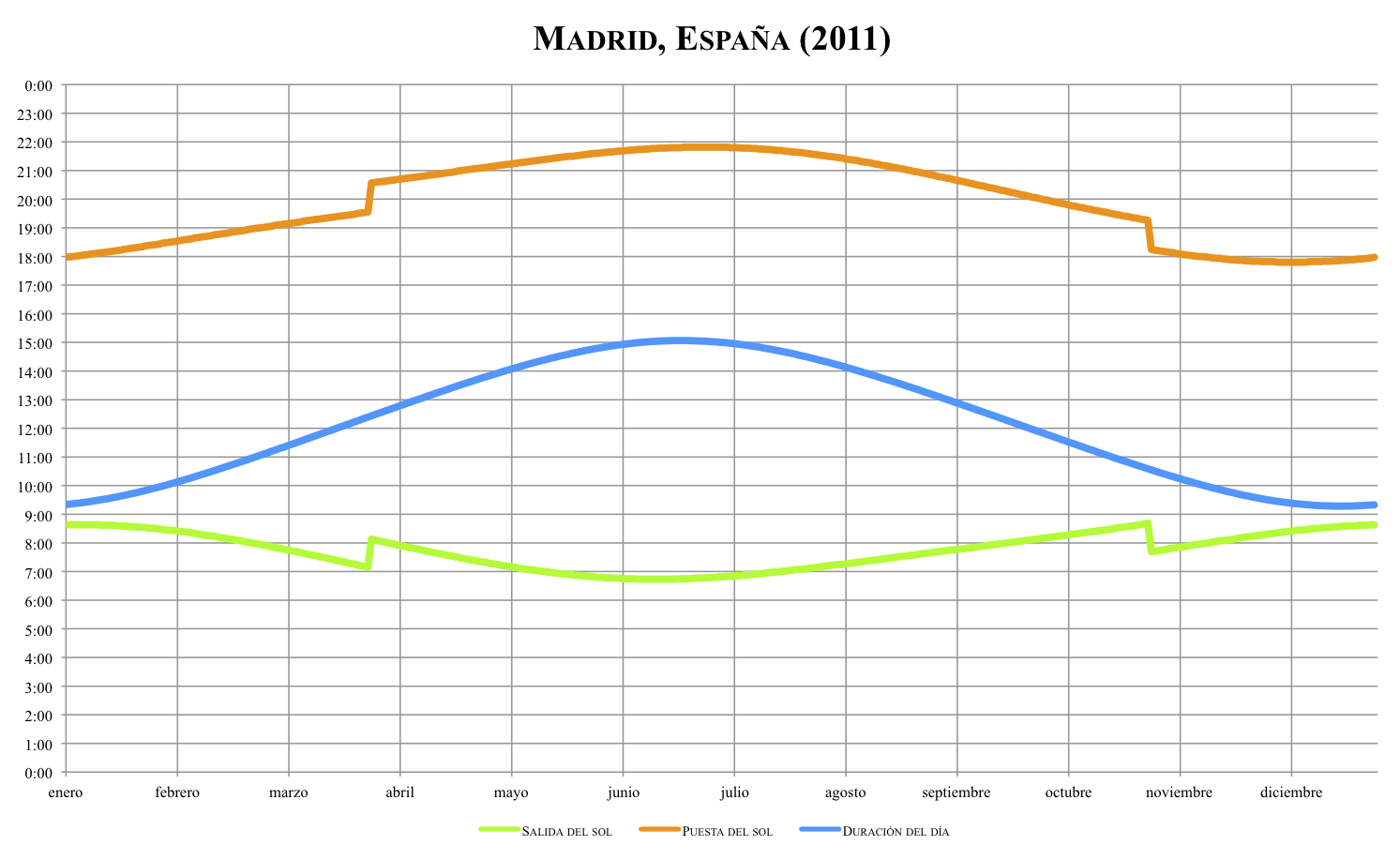
Variación de la duración del día, puesta de Sol y amanecer a 40° de latitud (Madrid) durante 2011

También se conoce como día, de manera genérica, al lapso que va desde la salida del Sol a su ocaso. La refracción en la atmósfera terrestre motiva que se vea luz aun cuando el Sol no ha salido todavía: aurora, alba o crepúsculo matutino. Dicha difusión alarga el tiempo de luminosidad. 
Medido desde el mediodía, el orto se caracteriza por un ángulo horario -H, donde:
{\displaystyle \cos(H)=-\tan(\lambda )*\tan(D)\,}
donde {\displaystyle \lambda \,} es la latitud del lugar y D la declinación solar. El ocaso ocurre a un ángulo horario H.
El día dura {\displaystyle 2\,H\,} y la noche {\displaystyle 24-2\,H\,}.
La duración del día y la noche va cambiando en el transcurso del año, siendo de 12 h (en todas las latitudes) en los equinoccios, de más de 12 horas en primavera y verano (alcanzando el día más largo en el solsticio de verano correspondiente, donde también ocurre la noche más corta), y de menos de 12 horas en otoño e invierno (alcanzándose en el solsticio de invierno correspondiente el día más corto y la noche más larga).
Este efecto se acentúa más cuanto mayor es la latitud. En alguna época del año hay día o noche permanente en las regiones polares —tanto del Hemisferio Norte como del Hemisferio Sur— caracterizadas por estar a una latitud que, en valor absoluto, es mayor que λ = 90° -23°26′ = 66°34′. Esta es precisamente la definición de círculo polar.

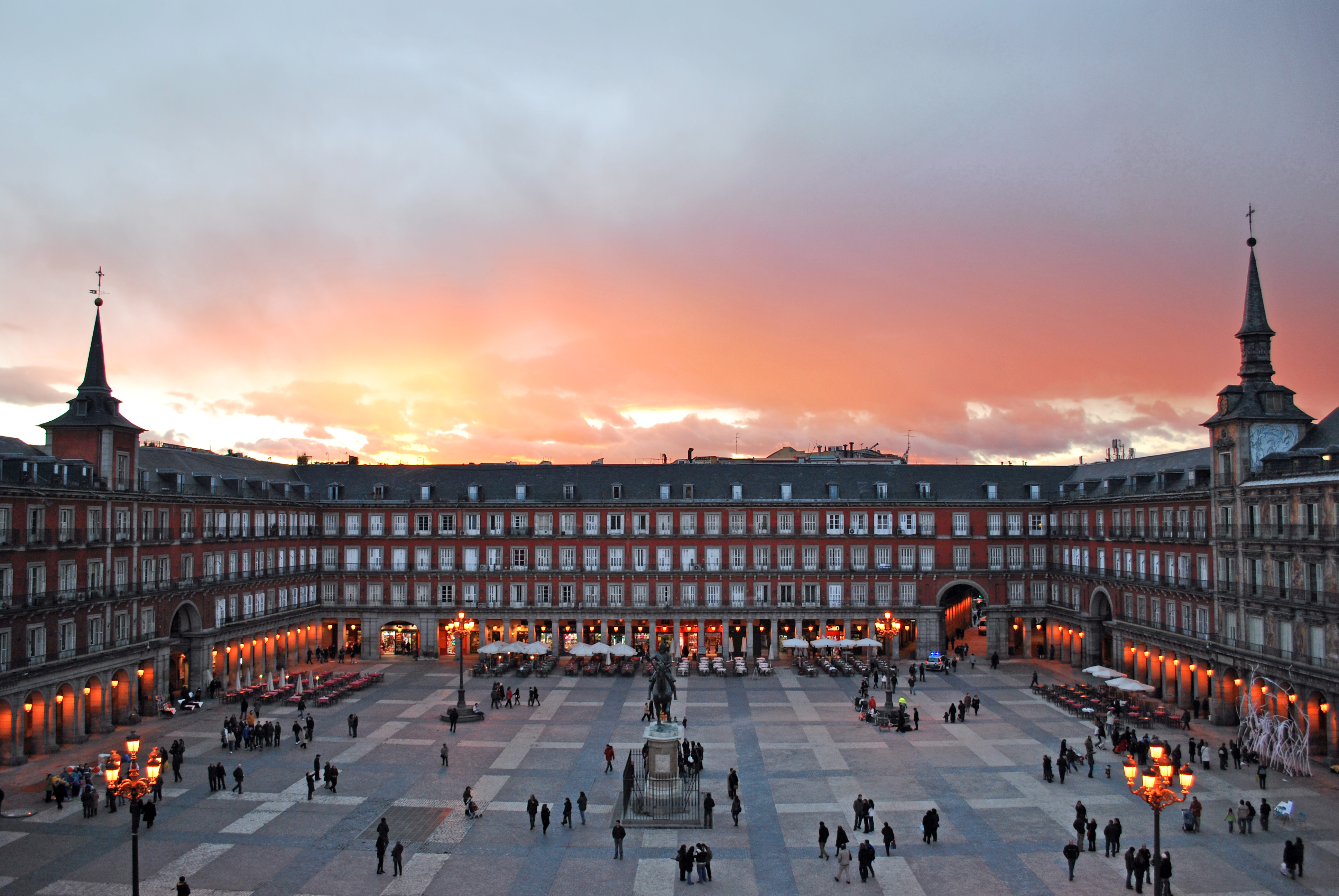
Crepúsculo, en la Plaza Mayor de Madrid.

## Días de la semana
En el calendario gregoriano, un día es la séptima parte de una semana. Cada día de una semana tiene nombre diferente, consecutivo y cíclico: lunes, martes, miércoles, jueves, viernes, sábado y domingo.

## Equivalencias de otras unidades de tiempo en días
- Una semana equivale a 7 días
- Un mes equivale a 30/31 días (a excepción de febrero, que cuenta con 28 días y 29 los años bisiestos)
- Un año equivale a 365 días (salvo el año bisiesto que tiene 366 días)
- Un siglo equivale a 36.525 días (75 años con 365 días + 25 años con 366 días)
- Un milenio equivale a 365.250 días (742 años con 365 días + 258 años con 366 días, aproximadamente)

Esta equivalencia se basa en el calendario juliano que establece la duración media de un año como 365,25 días, ya que asigna un año bisiesto cada 4 años. Sin embargo debido al desfase con un año trópico (365,242189 días de media), para corregir este problema a partir de 1582 se adoptó gradualmente el calendario gregoriano, que asigna un año como 365,2425 días de media, debido a que se considera como año bisiesto: aquel año divisible entre 4, excepto el  año secular (múltiplo de 100), en cuyo caso ha de ser divisible entre 400.

## El día en el Sistema Internacional de Unidades (SI)
El concepto de día no forma parte del Sistema Internacional de Unidades, SI, pero se acepta su utilización. La definición del día se hace en función de la unidad de tiempo del Sistema Internacional, el segundo, y de esta manera un día equivale a 86.400 segundos. Como la definición del segundo es la duración de 9.192.631.770 periodos de radiación correspondientes a la transición entre dos niveles de la estructura hiperfina del estado fundamental del cesio 133, un día equivale a 794.243.384.928.000 periodos.
Un día en la escala temporal llamada Tiempo Universal Coordinado (UTC) puede incluir un segundo intercalar positivo o negativo, y por tanto puede tener 86.399 o 86.401 segundos.

## Comienzo del día

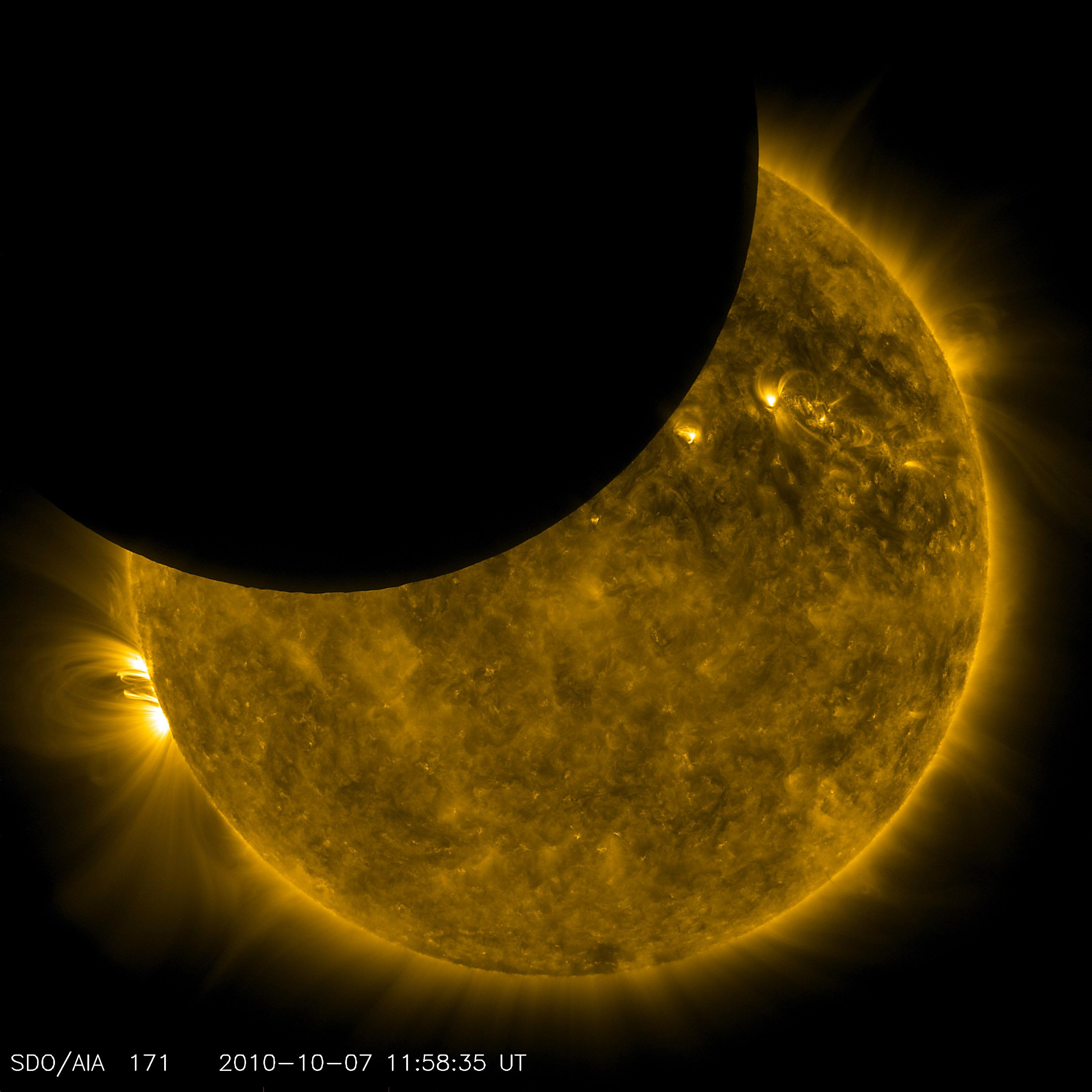
Luna y sol en eclipse solar del 7 de octubre de 2010

Para la mayoría de los animales diurnos, el día comienza naturalmente al amanecer y termina al atardecer. Los seres humanos, con sus normas culturales y conocimientos científicos, han empleado varios límites del día.
En el Antiguo Egipto y en Mesopotamia, el día se empezaba a contar desde el amanecer. En la Antigua Grecia, el punto de partida era al anochecer. En la Antigua Roma, empezaba a medianoche, como en la actualidad. El día judío comienza al atardecer o al caer la noche (cuando aparecen tres estrellas de segunda magnitud). La Europa medieval siguió esta tradición, conocida como ajuste florentino: en este sistema, una referencia como «dos horas en el día» significaba «dos horas después de la puesta del sol» y, por tanto, el tiempo durante la noche debía ser cambiado a un día atrás por el calendario del cómputo moderno. Así, días como Nochebuena, Halloween o la víspera de Santa Inés son lo que quedan de las viejas tradiciones cuando las fiestas religiosas se iniciaban las vísperas. La común convención actual referida a un día civil comienza a la medianoche, es decir a las 00:00 (inclusive) y dura 24 horas, hasta las 23:59, esto se considera día natural.

## El día desde el punto de vista legal

### Día laborable
El día también se puede entender en términos de la jornada de Trabajo (economía): el trabajo de una persona en un día. De ahí vienen los términos día de trabajo, día laborable, contratar personas para un día o conceptos derivados como diario (sueldo de un día de trabajo). En general un día laborable es de ocho horas diarias, según la normativa vigente en muchos países,  aunque esto depende de la legislación laboral de cada país.

### Día festivo
Un día festivo es lo contrario a un día laborable, es decir, un día que la legislación reconoce oficialmente para el descanso y el ocio (excepto servicios de emergencia y profesiones con horarios específicos). Por motivos históricos, usualmente se considera un día fijo a la semana como festivo; este día coincide con el domingo (en países de tradición cristiana), el viernes (en el caso de los de tradición musulmana), o el sábado (en el caso de los de tradición judía).  En general se recuerda la creación del mundo según las religiones de la Biblia, cuando Dios descansó al terminar después de siete días.
Aparte de los descansos semanales, son también días festivos las fechas señaladas en cada país, por ejemplo recuerdos de sucesos históricos o batallas y similares, o el día del santo patrón, o de otras figuras religiosas veneradas. Estos días, aparte de permitir no ir a trabajar, suelen celebrarse con una fiesta específica.
Los días festivos están reconocidos en la legislación laboral como remunerados, aunque no se trabaje, como un derecho de los trabajadores. Los días festivos de cada año (el calendario laboral oficial) se fijan oficialmente con un decreto del gobierno, pero cada sector o empresa puede decidir otorgar días festivos adicionales. No se debe confundir los días festivos con las vacaciones, periodo más largo de descanso laboral.

## Días internacionales
Los días internacionales son las fechas reconocidas internacionalmente para conmemorar un hecho o luchar contra un problema. Muchos de ellos son patrocinados por las Naciones Unidas y son la generalización de aniversarios locales o reivindicaciones de la sociedad civil. En estos días se suelen realizar campañas de sensibilización, reuniones y acuerdos.